# Яо Цзиї
Яо Цзиї (кит.: 姚梓釔), справжнє ім'я Яо Цзіньнань кит.: 姚金男) нар. 8 лютого, 1995 року) — китайська гімнастка.
Яо Цзіньнань народилась в 1995 році в Фучжоу, провінція Фуцзянь. В 2014 році за порадою тренера вирішила змінити «нещасливе» прізвище. Ієрогліфи «яо», «цзінь» і «нань» читаються однаково з іншими ієрогліфами, які означають «треба», «золото» і «важко», що, можливо, заважало спортсменці здобути медаль найвищої проби. Змінивши прізвище на «Цзиі», Яо на чемпіонаті світу 2014 року виграла золото у вправах на різновисоких брусах.